# トヨタ・ソルーナ
ソルーナ（SOLUNA）はトヨタ自動車が1996年から2002年まで東南アジアにて販売されていたサブコンパクトセダンである。

## 概要
ターセルセダン、および日本国内専売のコルサセダンがベースのセダン。生産はタイのトヨタ・モーター・タイランド・ゲートウェイ工場で行われていた。
東南アジア市場向けの戦略車種であり、5代目（L50型系）ターセルセダン（日本向けはコルサセダンを含む）をベースに再開発されたエントリーセダンである。開発主査（CE）は後に9代目（E120型系）カローラシリーズ（カローラセダン/カローラフィールダー）の開発主査を担当することとなる吉田健が手掛けた。
開発に当たっては大幅に価格を低減させるという目標をクリアすべく、当時、トヨタ製小型車としては完成の域に達していたカローラをグレードダウンさせるのではなく、新たに低いベースを設定して最小限必要な要素を積み上げていく手法が採られた。
1996年よりタイで先行販売を開始。その後、インドネシアやマレーシアでも販売が開始された。現地のユーザーの要望を幅広く設計し、デザインに取り入れた。
中間所得層が購入可能な価格設定としたこともあって発売直後から人気を博した。しかし、直後に発生したアジア通貨危機を発端とするその後の不況の影響が響き、2000年にはテコ入れとして品質向上に伴うマイナーチェンジ（マルチリフレクターヘッドランプの標準装備、および2分割方式の前後バンパーの採用廃止など）を実施したものの、結果的に東南アジア向けエントリーセダンとしてのイメージリーダー役を果たすことができず、2002年を以って後継車種のヴィオスに後を託す形で販売終了となった。

## 製造
- トヨタ・モーター・タイランド・ゲートウェイ工場